# 2014年ソチオリンピックのインド選手団
2014年ソチオリンピックのインド選手団（2014ねんソチオリンピックのインドせんしゅだん）は、2014年2月7日から23日までロシアのソチで開催されたソチオリンピックインド選手団の名簿。

## 概要
ソチオリンピックインド選手団は、当初ソチオリンピック独立参加選手団として、各選手が「個人名義」として参加していた。IOCコードは英語の「Independent Olympic Participants」からIOPが当てられ、国旗は五輪旗を使用した。このIOCコードは、1992年バルセロナオリンピックで旧ユーゴスラビア選手団が独立参加（Independent Olympic Participants）として参加したものと全く同じではあるが、組織としての連続性は無く別個の扱いになっている。
なお、この措置は同じIOAというIOCコードが割り振られた2000年シドニーオリンピックでの個人参加（Individual Olympic Athletes）・2012年ロンドンオリンピックでの独立参加（Independent Olympic Athletes）でも行われている。
オリンピックへの参加は通常国内オリンピック委員会名義での派遣である。しかしながら、インド政府がインドオリンピック委員会の役員選挙の際にオリンピック憲章と憲章に関連して制定された法規に反し干渉しようとしたため、IOCは同国オリンピック委員会を資格停止処分にした。これにより、オリンピックのインド選手団としての参加が不可となったことから、個人名義での参加となった。選手はアルペンスキー・スキークロスカントリー・リュージュに参加する3人だったが、旗手は彼らの中からではなく、ボランティアが務めた。この一件で、参加者の一人であったリュージュの乗り手シバ・ケシャバンは2014年ソチオリンピックの開会式当日に「インド国旗で参加できなかったことは恥ずかしく情けない」と述べている。
これまで個人参加ならびに独立参加として参加するケースとしては、オリンピック開催前に国家・地域が既に無くなりNOCが解散していたケース、戦争・内戦によって対象国が国際的な制裁下に置かれていたために国家としての参加が認められなかったことによる救済というケース、NOC設立がオリンピック開催時までに間に合わなかったケースはあったが、反社会的事件で個人参加ならびに独立参加として参加するケースは初めてのことであった。
しかし、IOCはインドオリンピック委員会が再選挙を行った後の2月11日に同国オリンピック委員会の資格停止を解除したため、既に競技を終えていた選手を除く2人の選手が、インド選手団としてオリンピックに参加出来ることとなった。閉会式では、アルペンスキーのヒマンシュ・タークル選手が旗手としてインドの国旗を持って入場した。

## 選手団
- 人員：選手 3人
- 閉会式旗手：ヒマンシュ・タークル（w:Himanshu Thakur）

## アルペンスキー
- ヒマンシュ・タークル

男子大回転 (72位、3:37.55)

## クロスカントリースキー
- ナディーム・イクバール

男子15kmクラシカル (85位、55:12.5)

## リュージュ
- シバ・ケシャバン（英語版、ロシア語版）[9]

男子1人乗り (37位、3:37.149)